# Haploniscus laticephalus
Haploniscus laticephalus is een pissebed uit de familie Haploniscidae. De wetenschappelijke naam van de soort is voor het eerst geldig gepubliceerd in 1971 door Birsstein.